# Patrícia Amorim
Patrícia Amorim Sihman (nascida Patrícia Filler Amorim; Rio de Janeiro, 13 de fevereiro de 1969) é uma ex-nadadora, política e dirigente esportiva brasileira de origem judaica. Presidiu o Clube de Regatas do Flamengo entre 2010–2012.
Como nadadora, foi a principal figura feminina da modalidade no Brasil durante a década de 1980. Superou 29 vezes o recorde sul-americano dos 200, 400, 800 e 1.500 metros livre. Foi ainda 28 vezes campeã brasileira nessas provas.
Esteve presente em duas edições de Jogos Pan-Americanos. Competiu nos Jogos Olímpicos de 1988, em Seul, encerrando um período de 12 anos sem presença feminina brasileira na natação.
Participou de competições até o ano de 1994. Depois, assumiu cargos no Flamengo, chegando até a presdiência do clube. Na política, foi vereadora da cidade do Rio de Janeiro.

## Trajetória

### Na natação
Patrícia começou a nadar aos três anos no Botafogo. Na infância, morava próximo à sede do Mourisco e foi parar na natação por indicação médica devido a uma asma. Aos cinco anos, fez uma travessia no mar, da praia do Flamengo até a praia Vermelha. Chegou a participar de competições da categoria mirim pelo clube alvinegro.
Em 1977, passou a nadar no Flamengo. Em 1981, venceu a Travessia 31 de Março, num percurso que ia da Ilha Fiscal até a Ilha das Enseadas, na Baía de Guanabara. Em 1983, fez a sua estreia em competições internacionais ao disputar a Copa Latina, em Lisboa, ficando em sexto lugar nos 200 metros livre. No mesmo ano, garantiu vaga nos Jogos Pan-Americanos de Caracas. Competiu nos 200 metros livre, ficando em sexto lugar.
Com 14 anos, Patrícia Amorim bateu o recorde sul-americano dos 200 metros livre durante o Campeonato Estadual de Classe Aberta, em 1983, no Rio de Janeiro. Na mesma competição, quebrou a marca dos 800 metros livre. Em 1984, durante o Campeonato Brasileiro Juvenil, Patrícia bateu o recorde sul-americano dos 400 metros livre. Competiu no Troféu Brasil de 1984, vencendo os 100 metros livre, 400 metros livre (recorde do campeonato) e 200 metros livre, ajudando o Flamengo a conseguir o título. Apesar do grande desempenho, acabou não sendo convocada para disputar os Jogos Olímpicos de Verão de 1984, em Los Angeles.
Disputou o Campeonato Sul-Americano de 1984, no Rio de Janeiro, melhorando o recorde nos 800 metros livre. Na edição de 1986, fez 8min58s45, sendo a primeira sul-americana a nadar abaixo de 9 minutos nessa prova.
Competiu no Campeonato Mundial de Esportes Aquáticos de 1986. Não conseguiu chegar na final dos 800 metros livre, mas atingiu mais um recorde sul-americano. Também participou das provas dos 200 metros e 400 metros.
Patrícia Amorim começou a temporada 1987 baixando o recorde sul-americano dos 800 metros livre, dessa vez durante o Troféu Brasil, realizado na sede do Minas Tênis Clube. Também superou os dos 1.500 metros e ainda ajudou o Flamengo a ser campeão nacional mais uma vez. Na Copa Latina, realizada em Buenos Aires, foi medalha de bronze nos 800 metros, novamente baixando a marca sul-americana. Voltou a baixar as marcas de 200 e 400 metros, deixando o Brasil em quinto lugar.
Participou da Universíada de Verão de 1987, em Zagreb, ficando em sétimo lugar nos 800 metros. Nos Jogos Pan-Americanos de 1987, em Indianápolis, alcançou o quarto lugar no revezamento 4x100 metros medley e o quinto nos 200 metros nado livre, conseguindo mais uma vez o recorde sul-americano.
O ano de 1988, começou com o título do Troféu Brasil de Natação para o Flamengo, novamente com Patrícia Amorim como destaque. Venceu os 200, 400 e 1.500 metros no Campeonato Sul-Americano, na Colômbia.
Depois de 12 anos sem participação brasileira feminina na natação em Olimpíadas, competiu nos Jogos Olímpicos de Verão de 1988, em Seul. Ficou em 25º lugar nos 200 metros livre e em 11º lugar no revezamento 4x100 metros livre. Baixou ainda os recordes sul-americanos nos 400 metros e 800 metros livre.
No fim de 1988, abriu a pessoa jurídica Patrícia Amorim Serviços Esportivos após ser convidada pelo Clube Campestre, abrindo uma escola de natação, vôlei e futebol.
Na temporada de 1989, Patrícia Amorim o recorde sul-americano nos 1.500 metros durante o Troféu Brasil, tornando-se a primeira mulher no continente a nadar em menos de 17 minutos. No mesmo ano, foi eleita pela primeira vez ao Conselho Deliberativo do Flamengo, durante o pleito que elegeu Gilberto Cardoso Filho à presidência do clube.
Patrícia ainda disputou a Macabíadas de 1989, em Israel. Foi medalha de bronze no revezamento 4x400 metros medley, prata nos 400 metros medley e nos 200 metros livre e ouro nos 400 metros livre e nos 800 metros livre.
No restante de 1989, Patrícia praticamente não nadou em alto nível. Participou da Copa Mesbla de Natação, em Piracicaba, mesmo enfrentando uma forte dor no estômago, vencendo os 400 metros livre. Anunciou que ficaria de fora da etapa de Curitiba do Circuito Mesbla por causa de estafa. Ainda assim, resolveu nadar os 200 metros livre, ficando em sétimo lugar. Já no Troféu Brasil de 1990, optou por nadar apenas os revezamentos. Acabou ficando de fora da Copa Latina e do Sul-Americano, sendo convidada apenas para participar da delegação. Em julho daquele ano, anunciou que estava abandonando a natação. Já em 1991, assumiu a função de treinadora de natação no Flamengo.
Em 1992, anunciou o seu retorno à natação competitiva, embora não tivesse chances de estar presente nos Jogos Olímpicos de Barcelona. Competiu no Estadual de inverno de 1993, ajudando o Flamengo a ser campeão. Disputou o Troféu Brasil de 1994, mas acabou sendo superada nos 200 metros livre. Esteve com a seleção brasileira no meeting internacional Copa Coca-Cola/Vitambé Brasil Swimming Cup, no Rio de Janeiro, ficando em terceiro nos 200 metros livre, segundo nos 100 metros borboleta e em terceiro nos 50 metros borboleta. Venceu cinco provas no Meeting Internacional na sede do Flamengo: 50m, 100m e 100m borboleta, e os 200m e 400m livre.
Foi convocada para disputar o Sul-Americano de 1994, em Maldonado, no Uruguai. Foi medalha de bronze nos 200 metros borboleta e prata nos 100 metros borboleta Viu ainda seu recorde sul-americano nos 800 metros que mantinha desde 1988 ser batido pela argentina Alicia Barranco. Deixou de vez as competições, e em 1995 já ocupava o cargo de coordenadora da natação do Flamengo.

### Na política
Foi eleita pelo Partido da Social Democracia Brasileira (PSDB) em 2000, com 24.651 votos, para a Câmara dos Vereadores do Rio de Janeiro, com o lema de defender os interesses do esporte. Foi reeleita em 2004 e 2008. Sofreu grande desgaste devido à sua gestão como presidente do Flamengo, não sendo eleita para um quarto mandato em 2012.
Em 2012, foi homenageada pela escola de samba Arrastão de Cascadura, que desfila na Estrada Intendente Magalhães, onde foi contado desde seu tempo como nadadora até a chegada à presidência do clube de maior torcida do país.

## Presidência do Flamengo

### 2010
Foi eleita vencendo Delair Dumbrosck, tornando-se a primeira mulher na presidência do Clube de Regatas do Flamengo. Não obteve bons resultados no primeiro ano após o título brasileiro no ano anterior e a badalada dupla de ataque composta por Adriano e Vágner Love, apelidada "Império do Amor", foi eliminado na Libertadores nas quartas-de-final, perdeu a final do campeonato carioca para o Botafogo e lutou contra o rebaixamento no brasileiro sendo salvo apenas na última rodada. Anunciou com grande euforia a inclusão de Zico como diretor executivo.
Quando assumiu o clube o cenário encontrado era um mês de salário, 13º e premiação do título brasileiro atrasados. Patricia sanou as pendências e passou a ser reconhecida pelos funcionários como a Presidente que pagava os salários rigorosamente em dia.

Internamente, houve muitos conflitos com jogadores, dirigentes e membros da comissão técnica. Destacam-se as demissões do técnico campeão brasileiro Andrade, este acusando a diretoria de planejar sua demissão premeditadamente e se aproveitando da derrota no estadual para tal, desde quando assumiram e do vice de futebol; o vice de futebol Marcos Braz; atos de indisciplina de Petković e Adriano; a prisão do goleiro Bruno; e a saída de Zico, acusado sem provas pelo presidente do conselho fiscal, Leonardo Ribeiro, de usar o clube para fins pessoais envolvendo seus filhos e o CFZ.

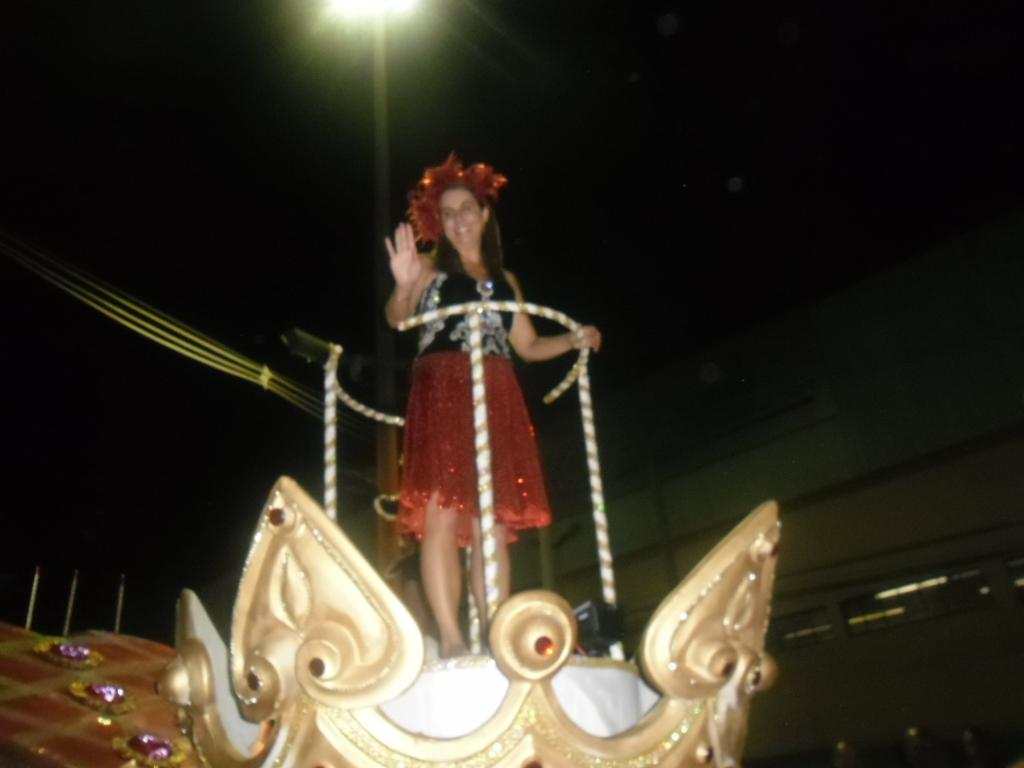
Patrícia no desfile do Arrastão de Cascadura, no carnaval 2012.

Títulos conquistados com a revitalização do futebol de base seguindo o lema: "Craque o Flamengo faz em casa":
Juvenil: Campeão invicto Estadual
Infantil: Campeão da Copa Light
Mirim: Vice-Campeão da Copa Light

### 2011
A diretoria investiu pesado contratando craques como Thiago Neves e Ronaldinho Gaúcho, este recepcionado sob grande festa em sua apresentação e estreia. O salário de Ronaldinho Gaúcho, de mais de 1 milhão de reais, foi, em grande parte, bancado pela parceria com a empresa Traffic. O clube ganhou o campeonato carioca daquele ano, foi eliminado da Copa do Brasil pelo Ceará nas quartas-de-final, e se classificou para a libertadores no campeonato brasileiro. Destaca-se a histórica virada na Vila Belmiro por 5x4 contra o Santos, campeão da libertadores daquele ano, com uma atuação magistral do camisa 10.
Uma negociação com a empresa 9ine, do ex-jogador Ronaldo, causou insatisfação por parte da Traffic e, consequentemente, o fim de sua parceria com o Flamengo, tornando o clube o único encarregado pelo salário do jogador.
Títulos conquistados com a revitalização do futebol de base seguindo o lema: "Craque o Flamengo faz em casa":
Junior: Campeão da Copa São Paulo; Campeão do Torneio Otavio Pinto Guimarães
Juvenil: Vice-Campeão do Torneio Guilherme Embry
Infantil: Campeão da Copa Cingapura; Campeão da Copa da Amizade
Mirim: Campeão da Copa Laranjal; Campeão do troféu Zagallo
JOGOS PAN-AMERICANOS DE GUADALAJARA 2011
O Rubro-negro se fez representado por 31 atletas. Entre eles César e Frauches representaram o futebol da Gávea, Marcelinho no basquete, Daniele Hypólito, Diego Hypólito, Jade Barbosa e Sérgio Sasaki na ginástica artística, César Cielo e Joanna Maranhão, na natação e Fabiana Beltrame, no remo. No quadro geral, os atletas do Flamengo conquistaram um total de 33 medalhas sendo 12 de ouro, sete de prata e 14 de bronze. Somente na natação, os rubro-negros subiram ao pódio nove vezes. O remo fez bonito com a medalha de prata de Fabiana Beltrame no single sikiff peso-leve e com os dois ouros conquistados pelos irmãos argentinos Santiago e Sebastian Fernandez.

### 2012
A principal aposta para 2012, foi o retorno de Vágner Love, após a marcante passagem de 2010. Apesar disso, algumas turbulências começaram a surgir. Jogadores como Alex Silva e Thiago Neves romperam seu vínculo com o clube. Deivid, perseguido pela diretoria por sua ligação com Zico, move um processo contra o clube por 19 meses de salários atrasados totalizando 6,46 milhões. O técnico Vanderlei Luxemburgo é demitido após a vitória sobre o Real Potosí na pré-Libertadores, tendo principal motivo uma polêmica com Ronaldinho Gaúcho na concentração. Joel Santana assume seu lugar. O clube foi eliminado na primeira fase da Libertadores destacando-se jogos considerados vexatórios como o empate em 3x3 com o Olímpia no Engenhão e a derrota de virada para o Emelec por 3x2, no Equador. No estadual, foi eliminado pelo Vasco na primeira e segunda fase, ficando assim, um mês inativo. Vários jogadores como Kléberson, Júnior César e Willians foram dispensados pelo clube. Para repor essas perdas, anunciou com grande euforia a contratação do jogador Íbson, até então reserva no Santos. recebendo um alto salário no valor de 300 mil reais mensais e seu empresário, Eduardo Uram, recebeu uma comissão no valor de 1,9 milhões. Íbson não rendeu o esperado e passou a ser reserva em boa parte do campeonato nacional.
Zinho assume como novo diretor executivo de futebol. Foram tentadas as contratações dos jogadores Diego, Juan e Riquelme, sem sucesso. Após uma série de maus resultados e grande contestação por parte da torcida e imprensa, Joel Santana foi demitido. A quebra de contrato rendeu 2 milhões ao técnico. Dorival Júnior assume seu lugar. Liédson foi contratado, após se recuperar de uma lesão, ao Corinthians. Também não rendeu o esperado. Seu contrato previa o pagamento de R$ 700 mil atingindo a meta de 70% dos jogos no período de 1º de agosto a 31 de outubro, somado ao seu salário de R$ 330 mil mensais. Mesmo após a demissão por justa causa pelo Corinthians, o clube investiu no retorno de Adriano e fez-se um contrato de rendimento com um limite de três faltas até o fim do ano, baseando-se em seu histórico comportamental. Faltou quatro vezes e seu contrato foi rescindido. Na última partida do ano, contra o Botafogo, um grupo de torcedores protestou contra a administração do clube. O vice de finanças do clube, Michel Levy, e o de patrimônio, Cacau Cotta, tentaram agredi-los.
JOGOS OLÍMPICOS DE LONDRES 2012
O Flamengo foi um dos maiores fornecedores de atletas para o Brasil, nos Jogos Olímpicos de Londres, com 20 atletas na delegação brasileira, incluindo estrelas rubro-negras, como Cesar Cielo, que ganhou uma medalha de bronze, Fabiana Beltrame e Diego Hypólito. Além dos convocados, o clube carioca ainda teve dois atletas no Projeto Vivência Olímpica, que visa os Jogos do Brasil, em 2016: Isaquias Queiroz, da canoagem, e Rebeca Andrade, da ginástica.
A comissão técnica do Mais Querido também carimbou seis passaportes. Estiveram presentes os técnicos Renato Araújo e Ricardo Pereira (ginástica masculina e feminina, respectivamente), Marco Veiga (natação), José Neto (auxiliar técnico do basquete) e Rosicléia Campos (judô), além da nutricionista Renata Parra. Antes disso, em Pequim-2008, o Flamengo teve, somente, três atletas titulares em ação. Na ocasião, o Rubro-Negro foi representado pelos ginastas Diego Hypólito, Daniele Hypólito e Jade Barbosa.
Patrícia Amorim viajou para as Olimpíadas de Londres para apoiar a delegação olímpica do Flamengo. Mesmo fazendo forte lobby para os esportes olímpicos, o desempenho do Brasil não correspondeu às expectativas, especialmente César Cielo, a principal esperança de medalha para o clube.
Títulos conquistados no Futebol de Base:
Junior: Terceiro lugar no Estadual
Juniores: Vice-Campeão da Taça BH
Mirim: Campeão da Copa Céu; Vice-Campeão da Copa Rio Bonito
CONQUISTAS NOS ESPORTES OLÍMPICOS DURANTE A GESTÃO PATRICIA AMORIM
REMO
INVICTO - O Flamengo entrou no ano de 2010 com o título de campeão estadual. Sob a gestão de Patricia Amorim, o remo do Flamengo manteve o alto nível técnico e sagrou-se o campeão da 1ª Regata do Estadual ao vencer sete das 12 provas realizadas. A vitória foi assegurada nas duas etapas seguintes (2ª e 3ª Regatas), fazendo com que o Flamengo ampliasse ainda mais a vantagem no campeonato de 2010. Na 5ª Regata, faltando apenas uma etapa para o término do Estadual, o Flamengo alcançou um total de 377 pontos e assumiu a liderança isolada da competição. A 6ª e última etapa também foi vencida pelo Rubro-Negro que levou o título de campeão de forma invicta ao vencer todas as etapas do Estadual 2010.
CAMPEÃO DE TERRA E MAR INVICTO - O ano de 2011 foi marcado por resultados inéditos e expressivos para o remo do Flamengo, atingindo os cenários estadual, nacional e internacional. Além de conquistar o título de tricampeão consecutivo no Estadual de Remo, com um total de 466 pontos, o Rubro-Negro também se sagrou o campeão brasileiro tanto no Sênior quanto na categoria Junior. Com um total de nove vitórias, o Flamengo foi o clube com o maior número de medalhas de ouro no Brasileiro Sênior. Em 2011, o Flamengo dominou as seis etapas do Estadual e voltou a conquistar o título de campeão estadual de Terra e Mar de forma invicta, feito realizado apenas uma única vez em sua história e conquistado às vésperas de completar 116 anos. Fabiana Beltrame colocou definitivamente seu nome na história do remo rubro-negro com duas conquistas inéditas para o Brasil: a medalha de ouro na Copa do Mundo de Hamburgo e o ouro no Mundial de Bled, na Eslovênia.
O ano de 2012 - O Flamengo na liderança do Campeonato Estadual de Remo. Venceu a 1ª Regata com facilidade, com sete provas vencidas; conquistou o título de campeão da 2ª etapa, com cinco vitórias entre as 13 provas disputadas. A liderança e invencibilidade foram mantidas também na 3ª etapa. O Flamengo venceu sete das 13 provas realizadas e ampliou a vantagem sobre os principais adversários, Botafogo e Vasco, respectivamente. A 4ª Regata, disputada em agosto, foi novamente de festa rubro-negra na Lagoa Rodrigo de Freitas. Na 5ª e penúltima etapa, após vencer seis provas, a metade do programa, o Flamengo acabou sendo superado pelo Botafogo na regata, mas se mantém líder do campeonato epode assegurar o tetra estadual consecutivo em novembro.
TÍTULOS POLO AQUÁTICO
Campeão Brasileiro Junior Masculino (sub-17) – 2012
Campeão Brasileiro Infanto Masculino (sub-13) – 2012
Campeão Brasileiro Infantil Masculino (Sub-12) – 2012
Campeão Brasileiro Juvenil Feminino (Sub-15) – 2012
Campeão Brasileiro Juvenil Feminino (Sub-15) 1º semestre 2012
Campeão Brasileiro Juvenil Masculino (Sub-15) – 2011
Campeão Brasileiro Infantil Masculino (Sub-12) – 1º semestre 2012
Campeão Brasileiro Masculino (Sub-19) – 1º semestre 2012
Campeão Brasileiro Juvenil Feminino (Sub-15) – 2012
Campeão Brasileiro Adulto Feminino – 1º semestre 2011
Campeão Brasileiro Sub 19 Feminino – 1º semestre 2011
Campeão Brasileiro Juvenil Masculino (Sub-15) – 2010
Campeão Brasileiro Juvenil Masculino (Sub-15) – 1º semestre 2010
Campeão Brasileiro Infanto Masculino (Sub-13) – 2010
Campeão Brasileiro Infanto Masculino (Sub-13) – 1º semestre 2010
Campeão Brasileiro Adulto Feminino – 2º semestre de 2010
TÍTULOS GINÁSTICA ARTÍSTICA
Campeão Brasileiro Adulto Feminino – 2012
Campeão Brasileiro Juvenil Feminino- 2012
Campeão Brasileiro Adulto Feminino – 2011
Campeão da primeira etapa do Torneio Nacional-2011
Campeão Brasileiro Juvenil Feminino- 2011
Campeão Brasileiro Infantil feminino-2011
Campeão Brasileiro pré-infantil masculino-2011
Campeão Estadual Juvenil feminino- 2011
Campeão Estadual Infantil femino-2011
Campeão Estadual Infantil masculino-2011
Campeão Estadual Pré-infantil feminino-2011
Campeão Estadual Pré-infantil masculino-2011
Campeão Estadual Pré-infantil masculino-2010
Campeão Brasileiro Pré-infantil masculino 2010
Campeão Estadual Pré-infantil masculino-2010
Campeão Estadual infantil masculino-2010
TÍTULOS JUDÔ
Campeão Estadual por Equipes 2010 – sênior masculino, júnior masculino e feminino
Campeão geral do Estadual por Equipes 2011
Campeão do Circuito Alto Rendimento 2011
Campeão do Estadual Rosicléia Campos 2011
Campeão do Torneio de Encerramento 2011
Campeão do Torneio Inter-Regional 2012
Campeão do Estadual Absoluto 2012
TÍTULOS NADO SINCRONIZADO
Campeão Brasileiro Juvenil- Agosto 2012
Campeão Brasileiro Senior- Agosto 2012
Campeão Brasileiro Absoluto- Outubro 2012
Campeão Brasileiro Senior- Agosto 2011
Campeão Brasileiro Absoluto-Dezembro 2011
Campeão SulSudeste Senior- Maio 2010
Campeão Brasileiro Senior- Agosto 2010
Campeão Brasileiro Junior- Novembro 2010
Campeão Brasileiro Senior- Dezembro 2010
Campeão Estadual Infantil- 2010
Campeão Estadual Senior- Dezembro 2010
TÍTULOS NATAÇÃO
Campeão Brasileiro Absoluto – Abril 2012
Vice Campeão Brasileiro de Inverno – Agosto de 2012
Campeão Estadual Sênior 2012
Campeão Estadual Junior, Juvenil, Petiz – 2012
Campeão Estadual Absoluto - 2011
Campeão Estadual Sênior – 2011
Campeão Estadual Junior – 2011

### Candidatura à reeleição
Candidata à reeleição pela chapa amarelo ouro, foi acusada pelo ex-presidente Márcio Braga de fazer um pacto com uma chapa adversária, representada por Jorge Rodrigues, buscando impugnar a candidatura de Wallim Vasconcellos, da chapa azul, apontado como seu principal concorrente e crítico ferrenho de sua gestão. A candidatura de Wallim Vasconcellos foi impugnada, sendo comemorada efusivamente por seus partidários. Patrícia Amorim classificou a chapa de Rodrigues de "oposição do bem".
A chapa considerada durante toda a campanha como a favorita para ganhar as eleições: a chapa Azul, apoiada por Zico, com Wallim Vasconcellos à frente para assumir a presidência. Com a impugnação de Wallim, Eduardo Bandeira de Mello assumiu a responsabilidade como o candidato lançado pela Chapa Azul. No dia das eleições, 3 de dezembro de 2012, Patrícia Amorim perde para Bandeira de Mello, passando assim o cargo de presidente do Clube. Sua derrota foi ironizada pela torcida rubro-negra na internet.

### Críticas
Seus críticos acusaram suas política de reformas das estruturas internas do clube visarem interesses eleitorais com os sócios, aumentados significativamente durante seu mandato e sua ênfase em promover sua gestão baseada nas reformas da sede.
Os salários e multas rescisórias de valores muito elevados firmados em diversos contratos com jogadores e técnicos, como Ronaldinho Gaúcho, Íbson, Liédson, Vágner Love, Joel Santana e Dorival Júnior, foram criticados pela gestão Eduardo Bandeira de Mello após a derrota de Patrícia Amorim nas eleições de 2012. Essa prática motivou uma política de austeridade a fim de conter a folha salarial do clube.

### Eventuais dívidas da gestão
Sob nova direção, em 2013, o Conselho Deliberativo aprovou as contas de 2011 na gestão Patrícia Amorim e apesar de uma comissão de inquérito para avaliá-las.
Patrícia Amorim defendeu-se sob a alegação de retaliação, fato negado por Eduardo Bandeira de Mello.
Cinquenta dias depois da reunião do Conselho Deliberativo do Flamengo que inocentou a ex-presidente Patricia Amorim sobre o caso das contas de 2011, as atas da votação foram aprovadas na noite de 13 de dezembro de 2013.
Desta forma, não há mais a possibilidade de conselheiros recorrerem da decisão para a mandatária ser punida.
Além de Patricia Amorim, foram inocentados pelo Conselho Deliberativo o ex-vice-presidente de finanças, Michel Levy, o ex-presidente do Conselho Fiscal, Leonardo Ribeiro, e o ex-controller da contabilidade, William Pereira.

### Ronaldinho Gaúcho
Ronaldinho Gaúcho, questionado pela torcida, mídia e dirigentes pelo seu desempenho abaixo do esperado e vida extra campo controversa, foi centro de polêmica com a diretoria em sua passagem pela rubro-negro.
Assis, seu irmão e empresário, protagonizou um momento crítico na loja oficial do clube. Ele leva camisas oficiais sem pagamento sob a acusação de inadimplência por parte do clube quanto aos salários de seu irmão. Ele se defende dizendo que a atitude foi feita com o aval do vice de finanças, Michel Levy. Ronaldinho decide entrar na justiça trabalhista, representado pela advogada Gislaine Nunes, ganhando uma liminar rescindindo seu contrato com o Flamengo e cobrando, no valor de R$ 40 milhões, uma indenização por salários atrasados e direitos de imagem. Assina com o Atlético-MG após a quebra de vínculo. Patrícia Amorim reagiu duramente, pedindo mobilização da torcida contra o jogador. O clube exibiu um vídeo do jogador, supostamente, passando a noite em seu quarto, acompanhado por uma mulher, na concentração no começo de 2012. Ronaldinho Gaúcho moveu um novo processo por danos morais contra o clube no valor de R$ 15 milhões.

### O Período Final de Mandato
Em agosto de 2012, o presidente do conselho fiscal Leonardo Ribeiro, conhecido como Capitão Leo não justificou o furo de 7 milhões em adiantamentos nas finanças do clube.
O jogador Vágner Love foi espontaneamente seu cabo eleitoral para sua candidatura à vereadora em 2012, contrariando o estatuto do clube.
Em novembro de 2012, a Polícia Militar emitiu mandatos de prisão para diversos integrantes da Torcida Jovem do Flamengo (Jovem Fla), que já foi a maior e mais perigosa torcida do clube e atualmente é a terceira, com acusações de violência, homicídios e diversos crimes. Leonardo Ribeiro, o Capitão Léo, presidente do conselho fiscal foi durante anos líder da facção. Por intermédio de escutas e maçantes investigações, foram descobertas ligações entre a diretoria atual do Flamengo e a torcida, esquemas de distribuições de ingressos, de camisas, financiamentos gerais e nomeações a cargos na diretoria e no clube. Um dos dirigentes foi intimado a depor.
Um incêndio no Ginásio Cláudio Coutinho, sede de ginástica do clube, ocorreu a poucos dias antes da eleição. Houve suspeita não comprovada de ter sido criminoso, abrindo investigação policial.